# トニー・メンデス
アントニオ・ジョセフ・"トニー"・メンデス（Antonio Joseph "Tony" Mendez、1940年11月15日 - 2019年1月19日）は、アメリカ中央情報局(CIA)職員である。秘密作戦の技術支援を専門としており、イランアメリカ大使館人質事件の際の「カナダの策謀」で現場指揮をしたことで広く知られている。
機密指定解除後、「カナダの策謀」作戦の詳細が2007年の『WIRED』誌のジョシュア・バーマンの記事で報告された。この事件を題材として、2012年のベン・アフレック監督の映画『アルゴ』が製作され、アフレックがメンデス役で主演し、アカデミー賞、ゴールデングローブ賞を受賞した。ゴールデングローブ賞の授賞式にはメンデス自身も出席し、スピーチを行った。

## 若年期と教育
メンデスは1940年にネバダ州ユリーカでジョン・ジョージ・メンデス（John George Mendez, 1917-1943）とネバ・ジューン・トニョーニ（Neva June Tognoni, 1919-1995）の間に生まれた。彼は地元の公立学校に通っていた。父親はメキシコ系、母親はイタリア系・フランス系・アイルランド系の家系である。『オープン・ユア・アイズ』誌のインタビューで、メンデスは、父親は幼い頃に亡くなったと語っている。彼はスペイン語を学ぶことはなく、父親のメキシコ系アメリカ人の文化から切り離されて育ったため、自身がヒスパニックであるという認識はないと語った。
メンデスが10代の頃に、家族はコロラド州に移住した。エングルウッド高校を卒業後、コロラド大学で美術を学んだ。

## キャリア
メンデスは大学卒業後もアーティストとして活動を続けた。彼は最初、大手航空宇宙会社マーティン・マリエッタ社でイラストレーターとツールデザイナーとして働いていた。1965年、彼は新聞に掲載されていた匿名の求人広告に応じた。その広告主は中央情報局(CIA)であり、彼はCIAに雇用され、秘密工作本部技術支援部で身分証明書の偽造や変装の作成を専門に行うようになった。彼は秘密工作の訓練を受けたのち、偽造や変装など技術支援担当の工作官として沖縄、タイに駐在するなど、CIAに25年間勤務した。
1980年のイラン革命の際、テヘランにあるアメリカ大使館が占拠され、6人のアメリカ人外交官がカナダ大使館に避難した。メンデスは彼らを救出するためにイランに渡航した。メンデスは、外交官らをカナダの映画クルーと偽り、カナダ政府からパスポートとそれを証明する裏付け書類を受け取って、外交官らを無事にイラン国外に脱出させることに成功した。この作戦は後に「カナダの策謀」として知られるようになった。メンデスは、救出作戦を指揮した功績が認められ、1980年3月12日にインテリジェンス・スターを授与された。

## 家族
メンデスと最初の妻カレンの間には3人の子供がいた。カレンは1986年に癌のため死去した。息子のアントニオ・トビアス・メンデスは彫刻家になった。
1980年代半ば、メンデスは、同じくCIA将校だったジョナ・ヒースタント・ゴーサーとともに、ソ連におけるアメリカの安全保障組織の再構築に取り組んだ。1990年にメンデスが引退した後、2人は1991年に結婚した。2人の間には息子が1人いる。

## 晩年と死
1990年にCIAを退職した後、メンデスは妻のジョナ（彼女もCIAに27年在籍したベテランである）とともに、ワシントンD.C.にある国際スパイ博物館の理事を務めた。また、彼はアーティストとしても活動した。
メンデスは以下の4冊の回顧録を執筆した。そのうち2冊は妻のジョナとの共著である。
- Master of Disguise: My Secret Life in the CIA（変装の達人：CIAでの私の秘密の生活） (1999) - マルコム・マコーネルとの共著。CIAでの体験についての回顧録[17]
- Spy Dust: Two Masters of Disguise Reveal the Tools and Operations that Helped Win the Cold War（スパイダスト：2人の変装の達人が明らかにする、冷戦を勝利に導いた道具と作戦） (2003) - ジョナ・メンデス、ブルース・ヘンダーソン（英語版）との共著[18]
- Argo: How the CIA and Hollywood Pulled Off the Most Audacious Rescue in History（アルゴ：いかにしてCIAとハリウッドは史上最も大胆な救出を成し遂げたか） (2012) - マット・バグリオとの共著。「カナダの策謀」を題材とした長編小説[19]
  - 日本語訳：『アルゴ』真崎義博 訳 ISBN 978-4150503826
- The Moscow Rules: The Secret CIA Tactics That Helped America Win the Cold War（モスクワルール：アメリカを冷戦で勝利に導いたCIAの秘密の作戦） (2019) - ジョナ・メンデスとの共著[20]

彼の最初の本は、2002年にCIAの出版審査委員会の元委員長ジョン・ホリスター・ヘドリーによって、元CIA職員による3つの「画期的な回顧録」の1つとして称賛された。
2009年、メンデスはパーキンソン病と診断された。2019年1月19日、パーキンソン病の合併症により78歳で死去した。

## その他のメディアにおける表現
「カナダの策謀」に関する記録は、2000年代に機密指定が解除された。ジャーナリストのジョシュア・バーマンは、『WIRED』2007年4月号で、この作戦についての記事を書いた。
この事件を題材として、2012年に映画『アルゴ』が製作された。監督はベン・アフレックで、主役のメンデスを監督のアフレック自身が演じた。この作品はアカデミー作品賞を受賞した。2013年にShowBizCafe.comのインタビューを受けたメンデスは、非ヒスパニック系であるベン・アフレックが自身の役を演じたことについてどう感じたかを訊かれた。メンデスは、幼い頃に父親を亡くしたため、スペイン語も父親の文化もあまり学べなかったとして、「私は自分をヒスパニックだとは思っていない。自分は砂漠で育った人間だと思っている」と語った。